# دولار كيريباتي
هو عملة دولة كريباتي ليس عملة مستقلة ونسبته 1:1 بالنسبة للدولار الأسترالي، يحتوي على عملات معدنية منذ عام 1979
و تستخدم العملات المعدنية للدولار الأسترالي في كريباتي.

## تاريخ العملة
الجنيه الأسترالي كان يستخدم وخلال الحرب العالمية الثانية وبعد الاحتلال الياباني استخدم جنيه المحيط والذي تم
إصداره من قبل اليابانيين لاستعماله في المنطقة، عاد الجنيه الأسترالي كعملة رسمية في كربياتي بعد نهاية الحرب.
و تم استخدام العملات المعدنية الأسترالية من عام 1966 ولغاية 1979.

## العملات المعدنية
تحتوي على صور:
- 1 سنت : طيور جزيرة كريسماس
- 2 سنت : نبتة بابال
- 5 سنت : توكياي كريكو
- 10 سنت : نبتة فاكهة الخبز غير ناضجة
- 20 سنت : ثلاث دلافين
- 50 سنت : نبتة جوز الباندا
- 1 دولار : كانوي بلا أشرعة
- 2 دولار : كوخ تقليدي وزهرة هيبسكس